# 46e cérémonie des César
La 46e cérémonie des César du cinéma, organisée par l'Académie des arts et techniques du cinéma, s'est déroulée à Paris, à l'Olympia (et non, comme habituellement, à la salle Pleyel), le 12 mars 2021 et a récompensé les films sortis en France en 2020. Cette année ayant été marquée par la fermeture des salles de cinéma à cause de la pandémie de Covid-19, la cérémonie a rendu « hommage à ceux qui, au cours de l'année 2020, ont sorti leurs films malgré les incertitudes et les obstacles ».
Elle est présidée par Roschdy Zem et présentée par Marina Foïs, tandis que les sketches sont écrits par Laurent Lafitte et Blanche Gardin.
Pour capter la soirée diffusée sur Canal+, Tristan Carné succède à Jérôme Revon, aux commandes de l'émission depuis une vingtaine d'années.
Cette année, le mode de visionnage des films éligibles est modifié et le César du public supprimé, tandis qu'un nouveau César apparaît : le César anniversaire.
La cérémonie réalise l'une des pires audiences de son histoire, et essuie de nombreuses critiques quant à la vulgarité et l'impréparation des interventions, ainsi que sur le sentiment donné que seul le milieu du cinéma, porté par ses discours revendicatifs, a souffert de l'épidémie de Covid.

## Présentateurs et intervenants
Par ordre d'apparition :
- Marina Foïs, maîtresse de cérémonie
- Roschdy Zem, président de la cérémonie
- Catherine Ringer, interprète la chanson Je reviens te chercher de Gilbert Bécaud
- Jean-Louis Trintignant (dans une intervention audio puis vidéo), pour un hommage aux 10 acteurs et actrices nommés dans les catégories meilleurs espoirs
- Isabelle Huppert, pour la remise du César du meilleur espoir féminin
- Hafsia Herzi, pour la remise du César du meilleur espoir masculin
- Virginie Efira, pour la remise du César du meilleur premier film
- Olivier Nakache et Michel Hazanavicius, pour la remise du César du meilleur court-métrage
- Fary, pour la remise du César des meilleurs décors
- Boubou Yatera et Lucile Geay (lycéens), pour la remise du César des lycéens
- Chiara Mastroianni et Marjane Satrapi, pour la remise du César du meilleur court-métrage d'animation et du César du meilleur long-métrage d'animation
- Laurent Lafitte, pour la remise du César anniversaire à la troupe du Splendid
- Yolande Zauberman, pour la remise du César du meilleur documentaire
- Philippe Rousselot, pour la remise du César de la meilleure photographie
- Reda Kateb, pour la remise du César du meilleur son
- Corinne Masiero, pour la remise du César des meilleurs costumes[9].
- Louis Garrel, pour l'hommage à Jean-Claude Carrière
- Anny Duperey, pour la remise du César du meilleur scénario original
- Pierre Lemaitre, pour la remise du César de la meilleure adaptation
- Alain Souchon, pour la remise du César de la meilleure musique originale
- Benjamin Biolay, pour l'hommage à Ennio Morricone avec la B.O. d'Il était une fois la révolution
- Nathalie Baye, pour la remise du César du meilleur acteur dans un second rôle
- Yann Dedet, pour le César du meilleur montage
- Jeanne Balibar, pour la remise du César de la meilleure actrice dans un second rôle
- Vincent Dedienne, pour la remise du César du meilleur film étranger
- Fanny Ardant, pour la remise du César du meilleur acteur
- Valérie Lemercier, pour la remise du César de la meilleure actrice
- Charlotte Rampling, pour la remise du César de la meilleure réalisation
- Roschdy Zem, pour la remise du César du meilleur film

## Palmarès
Le 10 février 2021, les nominations sont publiées sur le site de l'Académie à 10 h.

### Meilleur film
- Adieu les cons d'Albert Dupontel, produit par Catherine Bozorgan
  - Adolescentes de Sébastien Lifshitz, produit par Muriel Meynard
  - Antoinette dans les Cévennes de Caroline Vignal, produit par Laetitia Galitzine et Aurélie Trouvé-Rouvière
  - Les Choses qu'on dit, les choses qu'on fait de Emmanuel Mouret, produit par Frédéric Niedermayer
  - Été 85 de François Ozon, produit par Nicolas et Éric Altmayer

### Meilleure réalisation
- Albert Dupontel pour Adieu les cons
  - Maïwenn pour ADN
  - Sébastien Lifshitz pour Adolescentes
  - Emmanuel Mouret pour Les Choses qu'on dit, les choses qu'on fait
  - François Ozon pour Été 85

### Meilleure actrice
- Laure Calamy pour le rôle d'Antoinette dans Antoinette dans les Cévennes
  - Martine Chevallier pour le rôle de Madeleine dans Deux
  - Virginie Efira pour le rôle de Suze Trappet dans Adieu les cons
  - Camélia Jordana pour le rôle de Daphné dans Les Choses qu'on dit, les choses qu'on fait
  - Barbara Sukowa pour le rôle de Nina Dorn dans Deux

### Meilleur acteur
- Sami Bouajila pour le rôle de Fares dans Un fils
  - Jonathan Cohen pour le rôle de Frédéric dans Énorme
  - Albert Dupontel pour le rôle de JB dans Adieu les cons
  - Niels Schneider pour le rôle de Maxime dans Les Choses qu'on dit, les choses qu'on fait
  - Lambert Wilson pour le rôle de Charles de Gaulle dans De Gaulle

### Meilleure actrice dans un second rôle
- Émilie Dequenne pour le rôle de Louise dans Les Choses qu'on dit, les choses qu'on fait
  - Valeria Bruni Tedeschi pour le rôle de Madame Gorman dans Été 85
  - Fanny Ardant pour le rôle de Caroline dans ADN
  - Noémie Lvovsky pour le rôle de Marie-Thérèse dans La Bonne Épouse
  - Yolande Moreau pour le rôle de Gilberte Van der Beck dans La Bonne Épouse

### Meilleur acteur dans un second rôle
- Nicolas Marié pour le rôle de M. Blin dans Adieu les cons
  - Louis Garrel pour le rôle de François dans ADN
  - Benjamin Lavernhe pour le rôle de Vladimir dans Antoinette dans les Cévennes
  - Vincent Macaigne pour le rôle de François dans Les Choses qu'on dit, les choses qu'on fait
  - Édouard Baer pour le rôle de André Grunvald dans La Bonne Épouse

### Meilleur espoir masculin
- Jean-Pascal Zadi pour son propre rôle dans Tout simplement noir
  - Félix Lefebvre pour le rôle de Alexis Robin dans Été 85
  - Benjamin Voisin pour le rôle de David Gorman dans Été 85
  - Alexandre Wetter pour le rôle de Alex dans Miss
  - Guang Huo pour le rôle de Jin dans La Nuit venue

### Meilleur espoir féminin
- Fathia Youssouf pour le rôle d'Aminata dans Mignonnes
  - India Hair pour le rôle de Lucie dans Poissonsexe
  - Julia Piaton pour le rôle de Victoire dans Les Choses qu'on dit, les choses qu'on fait
  - Camille Rutherford pour le rôle de Chloé dans Felicità
  - Mélissa Guers pour le rôle de Lise dans La Fille au bracelet

### Meilleur scénario original
- Albert Dupontel pour Adieu les cons
  - Caroline Vignal pour Antoinette dans les Cévennes
  - Emmanuel Mouret pour Les Choses qu'on dit, les choses qu'on fait
  - Filippo Meneghetti et Malysone Bovorasmy pour Deux
  - Benoît Delépine et Gustave Kervern pour Effacer l'historique

### Meilleure adaptation
- Stéphane Demoustier pour La Fille au bracelet, d'après le film Acusada de Gonzalo Tobal
  - Hannelore Cayre et Jean-Paul Salomé pour La Daronne, d'après le livre La Daronne de Hannelore Cayre
  - François Ozon pour Été 85, d'après le livre Dance on My Grave de Aidan Chambers
  - Olivier Assayas pour Cuban Network, d'après le livre Os Últimos Soldados da Guerra Fria de Fernando Morais
  - Éric Barbier pour Petit Pays, d'après le livre Petit Pays de Gaël Faye

### Meilleurs costumes
- Madeline Fontaine pour La Bonne Épouse
  - Mimi Lempicka pour Adieu les cons
  - Hélène Davoudian pour Les Choses qu'on dit, les choses qu'on fait
  - Anaïs Romand et Sergio Ballo pour De Gaulle
  - Pascaline Chavanne pour Été 85

### Meilleure photographie
- Alexis Kavyrchine pour Adieu les cons
  - Antoine Parouty et Paul Guilhaume pour Adolescentes
  - Simon Beaufils pour Antoinette dans les Cévennes
  - Laurent Desmet pour Les Choses qu'on dit, les choses qu'on fait
  - Hichame Alaouié pour Été 85

### Meilleurs décors
- Carlos Conti pour Adieu les cons
  - Thierry François pour La Bonne Épouse
  - David Faivre pour Les Choses qu'on dit, les choses qu'on fait
  - Nicolas de Boiscuillé pour De Gaulle
  - Benoît Barouh pour Été 85

### Meilleur montage
- Tina Baz pour Adolescentes
  - Chistophe Pinel pour Adieu les cons
  - Annette Dutertre pour Antoinette dans les Cévennes
  - Martial Salomon pour Les Choses qu'on dit, les choses qu'on fait
  - Laure Gardette pour Été 85

### Meilleur son
- Yolande Decarsin, Jeanne Delplancq, Fanny Martin et Olivier Goinard pour Adolescentes
  - Jean Minondo, Gurwal Coïc-Gallas et Cyril Holtz pour Adieu les cons
  - Guillaume Valex, Fred Demolder et Jean-Paul Hurier pour Antoinette dans les Cévennes
  - Maxime Gavaudan, François Mereu et Jean-Paul Hurier pour Les Choses qu'on dit, les choses qu'on fait
  - Brigitte Taillandier, Julien Roig et Jean-Paul Hurier pour Été 85

### Meilleure musique originale
- Rone pour La Nuit venue
  - Stephen Warbeck pour ADN
  - Mateï Bratescot pour Antoinette dans les Cévennes
  - Jean-Benoît Dunckel pour Été 85
  - Christophe Julien pour Adieu les cons

### Meilleur premier film
- Deux de Filippo Meneghetti
  - Garçon chiffon de Nicolas Maury
  - Mignonnes de Maïmouna Doucouré
  - Tout simplement noir de Jean-Pascal Zadi
  - Un divan à Tunis de Manele Labidi

### Meilleur film d'animation
- Josep de Aurel
  - Calamity, une enfance de Martha Jane Cannary de Rémi Chayé
  - Petit Vampire de Joann Sfar

### Meilleur film documentaire
- Adolescentes de Sébastien Lifshitz
  - La Cravate de Étienne Chaillou et Mathias Théry
  - Cyrille, agriculteur, 30 ans, 20 vaches, du lait, du beurre, des dettes de Rodolphe Marconi
  - Histoire d'un regard de Mariana Otero
  - Un pays qui se tient sage de David Dufresne

### Meilleur film étranger
- Drunk de Thomas Vinterberg •  Danemark
  - La Communion de Jan Komasa •  Pologne•  France
  - Dark Waters de Todd Haynes •  États-Unis
  - 1917 de Sam Mendes •  États-Unis•  Royaume-Uni
  - Eva en août de Jonás Trueba •  Espagne

### Meilleur court métrage
- Qu'importe si les bêtes meurent de Sofia Alaoui
  - Baltringue de Josza Anjembe
  - Je serai parmi les amandiers de Marie Le Floc'h
  - L'Aventure atomique de Loïc Barché
  - Un adieu de Mathilde Profit

### Meilleur court métrage d'animation
- L'Heure de l'ours d'Agnès Patron
  - Bach-Hông d'Elsa Duhamel
  - L'Odyssée de Choum de Julien Bisaro
  - La Tête dans les orties de Paul Cabon

### Récompenses spéciales

#### César anniversaire
- Un nouveau César récompense cette année la troupe du Splendid pour fêter le quarantième anniversaire du café-théâtre Le Splendid Saint-Martin[8], fondé en 1981 rue du Faubourg-Saint-Martin à Paris[11] : le César anniversaire. Celui-ci récompense les acteurs membres fondateurs de la première troupe : Josiane Balasko, Michel Blanc, Marie-Anne Chazel, Christian Clavier, Gérard Jugnot, Thierry Lhermitte et Bruno Moynot[12],[7].

#### César des Lycéens
- Adieu les cons de Albert Dupontel, produit par Catherine Bozorgan
  - Adolescentes de Sébastien Lifshitz, produit par Muriel Meynard
  - Antoinette dans les Cévennes de Caroline Vignal, produit par Laetitia Galitzine et Aurélie Trouvé-Rouvière
  - Les Choses qu'on dit, les choses qu'on fait de Emmanuel Mouret, produit par Frédéric Niedermayer
  - Été 85 de François Ozon, produit par Nicolas et Éric Altmayer

#### César d'honneur
- Jean-Pierre Bacri (posthume)

## Nominations et victoires multiples
| Film                                        | Nominations | Victoires | Catégories remportées | Catégories nommées |
| ------------------------------------------- | ----------- | --------- | --- | --- |
| Les Choses qu'on dit, les choses qu'on fait | 14          | 1         | - Meilleure actrice dans un second rôle pour Émilie Dequenne | - Meilleur film - Meilleure réalisation - Meilleure actrice pour Camélia Jordana - Meilleur acteur pour Niels Schneider - Meilleur acteur dans un second rôle pour Vincent Macaigne - Meilleur espoir féminin pour Julia Piaton - Meilleur scénario original - Meilleur son - Meilleure photographie - Meilleur montage - Meilleurs costumes - Meilleurs décors - César des lycéens    |
| Adieu les cons                              | 13          | 7         | - Meilleur film - Meilleure réalisation - Meilleur acteur dans un second rôle pour Nicolas Marié - Meilleur scénario original - Meilleure photographie - Meilleurs décors - César des lycéens | - Meilleure actrice pour Virginie Efira - Meilleur acteur pour Albert Dupontel - Meilleure musique originale - Meilleur son - Meilleur montage - Meilleurs costumes |
| Été 85                                      | 13          | 0         | — | - Meilleur film - Meilleure réalisation - Meilleure actrice dans un second rôle pour Valeria Bruni Tedeschi - Meilleur espoir masculin pour Félix Lefebvre - Meilleur espoir masculin pour Benjamin Voisin - Meilleure adaptation - Meilleure musique originale - Meilleur son - Meilleure photographie - Meilleur montage - Meilleurs costumes - Meilleurs décors - César des lycéens |
| Antoinette dans les Cévennes                | 9           | 1         | - Meilleure actrice pour Laure Calamy | - Meilleur film - Meilleur acteur dans un second rôle - Meilleur scénario original - Meilleure musique originale - Meilleur son - Meilleure photographie - Meilleur montage - César des lycéens |
| Adolescentes                                | 7           | 3         | - Meilleur film documentaire - Meilleur son - Meilleur montage | - Meilleur film - Meilleure réalisation - Meilleure photographie - César des lycéens |
| La Bonne Épouse                             | 5           | 1         | - Meilleurs costumes | - Meilleure actrice dans un second rôle pour Noémie Lvovsky - Meilleure actrice dans un second rôle pour Yolande Moreau - Meilleur acteur dans un second rôle pour Édouard Baer - Meilleurs décors |
| ADN                                         | 4           | 0         | — | - Meilleure réalisation - Meilleure actrice dans un second rôle pour Fanny Ardant - Meilleur acteur dans un second rôle pour Louis Garrel - Meilleure musique originale |
| Deux                                        | 4           | 1         | - Meilleur premier film | - Meilleure actrice pour Martine Chevallier - Meilleure actrice pour Barbara Sukowa - Meilleur scénario original |
| De Gaulle                                   | 3           | 0         | — | - Meilleur acteur pour Lambert Wilson - Meilleurs costumes - Meilleurs décors |
| La Fille au bracelet                        | 2           | 1         | - Meilleure adaptation | - Meilleur espoir féminin pour Mélissa Guers |
| Mignonnes                                   | 2           | 1         | - Meilleur espoir féminin pour Fathia Youssouf | - Meilleur premier film |
| La Nuit venue                               | 2           | 1         | - Meilleure musique originale | - Meilleur espoir masculin pour Guang Huo |
| Tout simplement noir                        | 2           | 1         | - Meilleur espoir masculin pour Jean-Pascal Zadi | - Meilleur premier film |

## Réformes dues au changement de gouvernance de l'Académie
En 2020, l’Académie fait peau neuve avec de nouveaux statuts, un nouveau système de vote,, de nouveaux représentants de l'assemblée générale, une nouvelle présidente et un nouveau vice-président afin — selon Margaret Menegoz, alors présidente par intérim — d'introduire « plus de diversité, plus de parité, et plus de démocratie » dans le fonctionnement de l'Académie et de renforcer l’implication de ses 4 600 membres qui déploraient n’avoir « aucune voix au chapitre » dans les décisions de leur organisation,.

### Disparition du César du public
Cette année, le César du public disparaît. Très contesté, ce prix avait récompensé en 2020 Les Misérables de Ladj Ly (2 116 719 entrées) alors que la comédie Qu'est-ce qu'on a encore fait au Bon Dieu ? de Philippe de Chauveron était no 1 au box-office français avec plus de 6,7 millions d'entrées,.

### Modification du mode de visionnage des films éligibles
Cette année également, les projections privées et publiques sont annulées du fait de la situation sanitaire créée par la pandémie de Covid-19 et, pour des raisons à la fois économiques et sécuritaires, les membres de l'académie ne reçoivent pas non plus le traditionnel coffret de DVD qui leur permettait de procéder au vote.
L'accès aux films se fait aujourd'hui via la plateforme privée de visionnage César mise en ligne en décembre 2020 pour chaque membre de l’académie à la demande de plusieurs sociétés de production. Le coût à débourser afin de faire figurer un film dans ce coffret est de 7 000 € et de nombreux intervenants ont déjà demandé dans le passé de le remplacer par une plateforme fermée de films en streaming, à la manière de l'académie des Lumières. Un autre reproche est que les films inclus sont très rapidement piratés malgré les mesures prises (avertissements, cryptage des DVD…),,.

## Fait marquant: Corinne Masiero se dénude sur scène
Alors qu'elle doit décerner le César des meilleurs costumes, l'actrice Corinne Masiero se présente tout d'abord déguisée en Peau d'Âne pour finalement se dévêtir et se présenter entièrement nue, des tampons hygiéniques usagés accrochés aux oreilles et recouverte de faux sang pour dénoncer la souffrance des intermittents du spectacle,. Sur son corps, deux messages sont peints. Côté face : « No culture, no future », et côté pile : « Rend nous l'art Jean ! » (sic), allusion à Jean Castex, alors Premier ministre, accusé de réduire les artistes au silence au cours de la pandémie de Covid-19 en France.

## Réception critique et audimat
Le Monde déplore une « languissante cérémonie », « dialoguée lourdement », rythmée par de nombreux discours revendicatifs « donnant l’impression un peu agaçante que seuls les professionnels du septième art, prenant l’audience à témoin, avaient souffert de la pandémie ». Le journal revient quelques jours plus tard sur la cérémonie en ces termes : « beaucoup ont parlé de naufrage, voire de suicide collectif, après la cérémonie des Césars qui a eu lieu il y a une semaine à l’Olympia : vulgarité, nombrilisme, arrogance. ». Pour L'Obs, si la première demi-heure de la cérémonie a fait mouche, le reste est accablant : « vannes bâclées ou mal jouées, prime à la vulgarité (…), décomposition lente d’une maîtresse de cérémonie naviguant à vue entre deux punchlines scatologiques et croulant sous le poids des quatre heures de direct ». Pour Le Figaro, « il n'est pas impossible qu'on ait assisté à la soirée la plus calamiteuse depuis la création des César ». Entre tribunes politiques et blagues douteuses, la 46e édition de la prestigieuse cérémonie aurait oublié l'essentiel : parler de cinéma. Le Huffington Post constate que, servant de tribune politique, la cérémonie n'a pas plu à tout le monde, et La Voix du Nord parle de « démonstrations plus ou moins heureuses, revendicatives, vulgaires, émouvantes. ».
La cérémonie est également critiquée par de nombreuses personnalités du cinéma et de la culture. Sidonie Dumas, directrice générale de Gaumont, dit « regretter l’image du cinéma qu’elle a donnée, même si le milieu a incontestablement souffert. C’était un procès à charge, il y manquait la part de rêve que les gens attendent du cinéma, surtout dans une période aussi éprouvante pour tout le monde ». Pour Gérard Jugnot, co-lauréat d'un César d'honneur : « Ce n’est pas ça qui va donner envie aux gens de retourner au cinéma. La soirée aurait pu être militante et politique avec un peu de légèreté et d’humour. C’est vrai qu’on souffre mais nous ne sommes pas les seuls. Il ne faudrait pas faire croire aux gens qu’il n’y a que les artistes qui souffrent dans cette période ». L'agent Dominique Besnehard avance que « la cérémonie n'intéresse plus personne car ça ne ressemble plus au cinéma. C'est un truc d'entre-soi pour bobos parisiens ». Émilie Dequenne, sacrée lors de la soirée, déplore le manque de glamour de la cérémonie et sa dimension politique, contre-productive. La cérémonie est également qualifiée de « navrant[e] » par la ministre de la culture, Roselyne Bachelot, estimant que la soirée « n'a pas été utile au cinéma français ». Jean Castex, premier ministre, visé par Corinne Masiero dans ses revendications, estime quant à lui, en réponse à Corinne Masiero, qu'il a connu « des cérémonies de meilleure tenue ».
Cette édition n'a été suivie que par 1 643 000 personnes, soit 9,1 % du public. Sachant que le record d'audience historique fut de 3,9 millions de téléspectateurs en 2012 — avec un pic de 4,6 millions —, il s'agit d'une des plus mauvaises parts d'audimat jamais enregistrées pour une cérémonie des César,.